# L'Herbe
Pour les articles homonymes, voir Herbe (homonymie).
L'Herbe  est un roman de Claude Simon publié le 1er février 1958 aux éditions de Minuit.

## Résumé
(décembre 2016).
Améliorez-le ou discutez des points à vérifier. 
 (juillet 2011).
- Si vous ne connaissez pas le sujet, laissez ce bandeau (vous pouvez alors contacter les auteurs).
- Si vous supprimez le contenu mis en cause (vous pouvez préalablement contacter les auteurs),

argumentez précisément cette suppression dans la page de discussion
(un manque de référence n'est pas un argument ; une recherche réelle de référence doit avoir été effectuée, être formellement documentée).
« Toujours debout, l’herbe, les minces langues d’herbe le long de ses jambes nues mollement balancées, non par la brise mais l’air tiède en paresseux remous, les hautes graminées, leurs têtes arachnéennes oscillant, flexibles, léchant ses chevilles, les multiples et vertes langues de la terre, et autour d’elle cette molle vibration de chaleur s’apaisant par degrés …».
C’est ainsi que l’herbe accompagne Louise, personnage central, dans sa marche vers le lieu de rendez-vous secret où elle va retrouver son amant.
Louise, femme jeune et mal mariée, découvre l’amour que lui portait Marie, tante de son mari, vieille femme, «vieille dame, vieille fille, petite poupée fripée et noire », en train de mourir, et qui, comme le rappelle sa belle-mère, « ne lui est rien ». Cette révélation se fait alors que Louise forme le projet de quitter la maison familiale où elle vit avec son mari et ses beaux-parents, pour fuir avec cet amant ; et elle va précéder – causer peut-être - sa décision d’y renoncer.
Autour de cette trame, l’auteur évoque l’histoire d’une famille de paysans, parvenue à un sommet de réussite exemplaire avant de décliner et d’être prête à s’éteindre. Le sacrifice de deux sœurs, Marie, la mourante, et Eugénie, déjà morte, a permis d’extraire leur petit frère Pierre, de 15 ans plus jeune, à son destin de travailleur de la terre, et d’en faire un professeur. Mais son propre fils ne va pas suivre pas la voie qu’il a tracée, il va retourner à la terre, échouer dans ses entreprises, tromper Louise, sa femme, et être trompé par elle. La guerre en 1940, l’exode, les malheurs du pays, la beauté de la nature qui les environne vont accompagner et enrichir le récit, fragmenté comme l’était celui de « Le vent », préparant les accomplissements d’  « Histoire ».

## Construction
(juillet 2018).
- Si vous ne connaissez pas le sujet, laissez ce bandeau (vous pouvez alors contacter les auteurs).
- Si vous supprimez le contenu mis en cause (vous pouvez préalablement contacter les auteurs),

argumentez précisément cette suppression dans la page de discussion
(un manque de référence n'est pas un argument ; une recherche réelle de référence doit avoir été effectuée, être formellement documentée).
L’auteur multiplie les interrogations : pourquoi Louise est-elle malheureuse, est-ce uniquement d’être mariée à un raté, révolté contre lui-même et sa famille ? Pourquoi son beau-père Pierre est-il constamment en butte aux récriminations de sa femme Sabine ? L’a-t-il réellement trompée tout au long de leur vie commune ? Pourquoi Marie, « qui n’a jamais rien demandé aux autres, pas même qu’ils l’aiment, pas même la permission de les aimer »  n’a-t-elle pas été mariée ? Où a-t-elle trouvé la force morale de mener toute sa vie dans l’oubli et la pureté, respectueuse d’autrui dans tous les moments de sa vie, même lorsqu’elle est volée, « comme si l’escroquerie, le vol lui-même, éhonté, déclaré, étaient impuissants à modifier tant soit peu cette indéfectible confiance, cette indéfectible foi dans son semblable, écartant, repoussant comme une chose malpropre, malodorante, dégradante en elle-même, l’idée, le soupçon seul de vol » ?
Claude Simon ne répond pas, fidèle en cela à la ligne romanesque suivie tout au long de la construction de son œuvre, et résumée lors de son discours de Stockholm : « non plus démontrer, mais montrer ». Il place quelques indices, laissant au lecteur le soin d’en tirer ce qu’il veut - ainsi de la photo découverte à la fin de l’histoire, où Louise comprendra – peut-être - que Marie devait se marier. Et les personnages, les situations, les paysages qu’il montre, balayent l’anecdote, les « petits tas de secrets » bourgeois, et prennent la densité d’une ode et d’une tragédie.

## Éditions
- L'Herbe, éditions de Minuit, 1958  (ISBN 2707303526).